# 艾瑞·伯格·傑普森

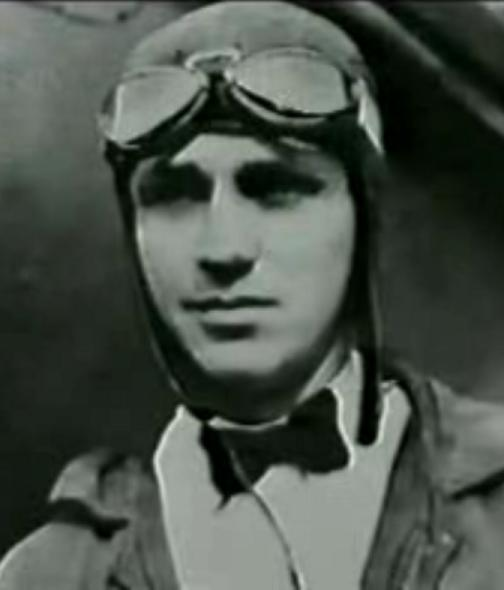
杰普森，1923年前

艾瑞·伯格·傑普森（英語：Elrey Borge Jeppesen，1907年1月28日—1996年11月26日），是美国航空先驱，以其在航空导航领域的贡献而著称。过去，飞行员基本仅能靠目视地标和汽车用的地图进行导航，而杰普森担任飞行员时，开始详细记录了他的飞行路径情况，并且创建了对应的手册和航图，令飞行员们能更安全地飞行。他后来发现市场对这项工作有需求，于是便于1934年成立了杰普逊公司，以出售他开发的产品。

## 传记

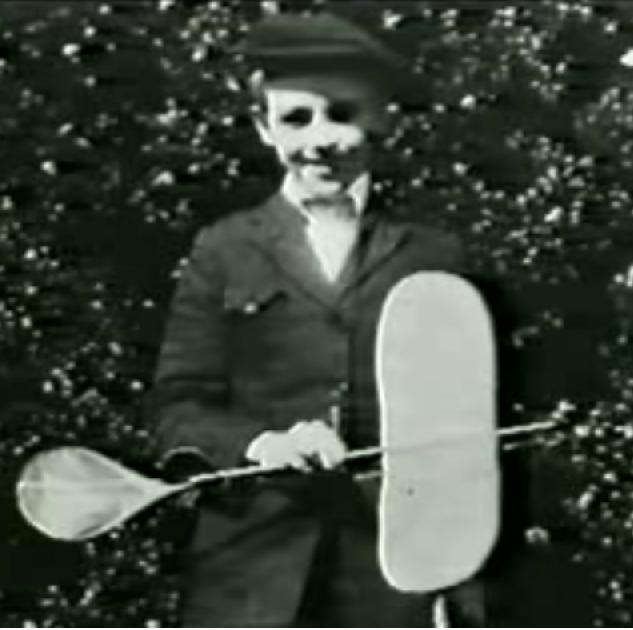
13岁或更年轻的 Jeppesen（照片拍摄时间不迟于1920 年）

艾瑞·杰普森于1907年1月28日出生于美国路易斯安那州查尔斯湖。他的父母是来自丹麦的移民。他的父亲延斯·汉斯·杰普森 (Jens Hans Jeppesen) 是一名在丹麦接受培训的建筑师和建筑师。艾瑞在一个农场长大，他的父亲在搬到波特兰之前在俄勒冈州的奥德尔落户。
小时候，杰普森会花几个小时看老鹰飞翔，飞行成了他所痴迷的爱好 。 1921年，14 岁的杰普森第一次尝到了飞行的滋味，当时一名飞行表演者(Barnstormer)驾驶柯蒂斯 JN-4 “Jenny”以 4 美元（相当于2023年的$68）的价格带他进行了 10 分钟的飞行）。
1925年，18岁的他加入了Tex Rankin的飞行马戏团，“担任检票员、螺旋桨转动员、翼上行走者和空中杂技演员”。  他在参加了2小时15分钟的飞行课程后第一次独自飞行，并从他报纸航线上的客户那里借来500美元购买了属于自己的“Jenny”飞机。从1928 年开始，他在Fairchild Aerial Surveys工作了两年，驾驶De Haviland DH-4搭载摄影师绘制墨西哥地图。  同年，美国政府颁发了第一批飞行员执照；杰普森拥有俄勒冈州的第 27 张执照。他的飞行员执照号码是 7034，由奥维尔·莱特签署。 他的墨西哥飞行员执照是第34号。
1930年，杰普森加入波音航空运输公司担任航空邮件飞行员。 据一位消息人士透露，他于1930年5月15日执飞了第一位女性空乘人员艾伦·丘奇所在的航班。  （海因里希·库比斯(Heinrich Kubis) 于1912年成为第一位男性空乘人员)。
虽然当时特定的航线上已经有航路信标，但大多数飞行员仍然主要依靠航位推测法导航。通常，飞行员们使用汽车用地图（例如来自石油公司或商业地图制作者的地图）以及铁轨和地标来找到他们的航线。杰普森买了一个10美分的笔记本，开始详细记录他的路线。他甚至爬上山丘以确定其高度，并收集愿意提供天气预报的农民的电话号码。关于他的这本“小黑皮书”笔记的消息很快传开了，他便将这些飞行笔记的副本赠送给了他的飞行员同侪们。杰普森公司是第一个设计航路程序、下降程序、进近程序以及最重要的复飞程序的公司。 当天气不好，能见度降到零时，如果杰普森航图上有针对某一特定机场的复飞程序，飞行员便可以使用它来确定复飞时转向哪个航向，如何避开障碍物以及应当爬升至多少高度。如今，所有航空公司都使用杰普森航图来进行导航。 
1934年，随着需求上升，杰普森在他盐湖城家中的地下室成立了杰普逊公司 ，以10美元（相当于2023年的$228）一份的价格出售他的信息。
1936年9月24日，杰普森与他的空姐Nadine Liscomb结婚。 她后来帮助了杰普森公司的运营。
1941年6月10日，杰普森机长在丹佛城市机场发生事故。在暴雨中着陆时，美联航“Trip 2”航班（DC-3-A飞机，注册号NC 16064)冲出着陆区，穿过机场边界灯，进入3-英尺（1-）深的沟渠，右起落架失效。3名机组人员和15名乘客均未受伤，但飞机本身遭受了重大损坏。调查报告认为是刹车失效造成了该起事故。 
20世纪40年代，随着第二次世界大战的爆发，来自美国陆军和海军的航图需求令杰普森忙得不可开交。杰普森于1954年从美国联合航空公司（波音航空运输公司已并入联合航空公司）退休。 
1961年，杰普森卖掉了他的公司，但继续担任董事长。
1996年11月26日，杰普森逝世，享年89岁。 

## 身后
杰普逊公司今天仍然存在，该公司于2000年10月被波音商用飞机公司收购，目前是其子公司。  
丹佛国际机场主航站楼的中央有一座16-英尺（4.9-） 的杰普森的雕像，由艺术家 George Lundeen设计。雕像底座刻着他所获的荣誉：“航空邮件飞行员 - 航空公司机长 - 翼上行走者 - 航空导航先驱 - 飞行表演者 - 航空安全先驱 - 商人 - 教员”。主航站楼也以他的名字命名。 杰普森也是这座新机场启用首航时搭乘联合航空1474航班自科罗拉多泉抵达的第一位乘客。
飞行博物馆在其档案中收藏了艾瑞·伯格·杰普森的藏品。他著名的“小黑书”的复制品也在博物馆的陈列室展出。 

## 荣誉
- 1995年入选国际航空航天名人堂[13]
- 1990年入选国家航空名人堂[14]
- 1970 年科罗拉多航空名人堂[15]
- 俄勒冈航空荣誉堂[16]
- OX5 航空名人堂[14]
- 1965年全国公务航空协会航空功勋奖[14] [17]
- 1995年爱德华华纳奖[18]
- 1975年托尼詹纳斯奖[19]